# U235 (musikgrupp)
U235 är en svensk rockgrupp från Kungsgården, Gästrikland.
Bildades omkring 1965–1966 av Tony Wrethling (gitarr och sång), Ronnie Schüttman (bas och sång) samt Per Renström på trummor. Per ersattes senare av Glenn Hellström.
På 2000-talet började även Claes Svedberg (gitarr) och Craig Thelin och Jessica Thelin på sång.
Bandet kallar sin egen musik för Woodstocking Blues och spelar mycket låtar från senare delen av 1960-talet.

## Medlemmar
Nuvarande medlemmar
- Craig Jonnie Thelin – sång, rytmgitarr
- Glenn Hellström – trummor, percussion
- Tony Wrethling – sologitarr
- Anders "Bullen" Ström – basgitarr

Tidigare medlemmar
- Ronnie Schüttman – basgitarr
- Per Renström – trummor
- Claes Svedberg – gitarr
- Jessica Thelin – sång

## Diskografi
Livealbum
- 2005 – Woodstocking Blues – Live at Kungspizzerian